# NGC 278
NGC 278 ist eine spiralförmige Zwerggalaxie mit ausgedehnten Sternentstehungsgebieten vom Hubble-Typ SBb im Sternbild Kassiopeia am Nordsternhimmel. Sie ist schätzungsweise 36 Millionen Lichtjahre von der Milchstraße entfernt und hat einen Durchmesser von etwa 20.000 Lichtjahren. Vom Sonnensystem aus entfernt sich das Objekt mit einer errechneten Radialgeschwindigkeit von näherungsweise 600 Kilometern pro Sekunde.
Das Objekt wurde am 11. Dezember 1786 vom deutsch-britischen Astronomen Wilhelm Herschel entdeckt.